# Alfredo Barros Errázuriz
Alfredo Barros Errázuriz (Santiago, 11 mei 1875 - aldaar, 6 juli 1968) was een Chileens rechtsgeleerde en politicus.

## Biografie

### Achtergrond
Hij was de zoon van Juan de la Cruz Barros Fuenzalida en Ludmila Errázuriz Ovalle. Zowel via de familie van zijn vader (Barros) als zijn moeder (Ovalle) was hij gelieerd aan de voornaamste Chileense families. Hij was de neef van president Ramón Barros Luco en achterkleinzoon van president Fernando Errázuriz Aldunate. In 1897 trouwde hij met Isabel Casanueva Opazo (achterkleindochter van Andrés Bello). Het echtpaar kreeg negen kinderen.

### Opleiding
Na zijn middelbareschoolopleiding aan het colegio San Ignacio studeerde hij rechten aan de Katholieke Universiteit van Chili en de Universiteit van Chili. Hij promoveerde al op 21-jarige leeftijd en was daarna werkzaam als advocaat.

### Carrière

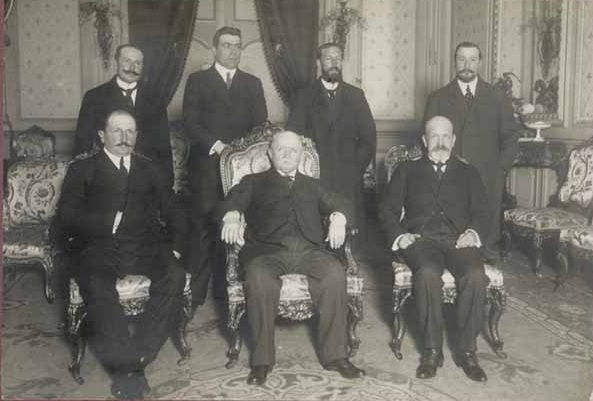
Het kabinet van president Ramón Barros (1914). Derde van links, staande: minister Alfredo Barros

Sinds 1891 was hij als ambtenaar werkzaam op het ministerie van Buitenlandse Zaken en later was hij werkzaam voor de nieuw gevormde gemeente Providencia. In 1904 werd hij hoogleraar burgerlijk recht aan de Katholieke Universiteit van Chili, een functie die hij zevenentwintig jaar vervulde. Daarnaast was hij werkzaam in het bankwezen, o.a. als oprichter en bestuurder van de Spaanse Bank in Chili.
Barros was lid van de Partido Conservador (Conservatieve Partij) en vertegenwoordigde deze partij van 1906 tot 1912 deze partij in de Kamer van Afgevaardigden. Van 1912 tot 1932 was hij lid van de Senaat. Onder president Ramón Barros (een neef) was hij in 1914 korte tijd minister van Financiën en Oorlog en Marine. Tijdens zijn ministerschap brak de Eerste Wereldoorlog uit en verklaarde Chili zich neutraal.
Na de oorlog richtte Barros, die zeer katholiek was en sterk was geïnspireerd door de sociale leer van de Kerk, met medestanders de Partido Nacional de Chile (Nationale Partij van Chili).

### Overlijden
Alfredo Barros Errázuriz overleed op 6 juli 1968, op 93-jarige leeftijd, in Santiago.